# Kaiserstuhl (FFH-Gebiet)
Das FFH-Gebiet Kaiserstuhl ist ein im Jahr 2005 durch das Regierungspräsidium Freiburg nach der Richtlinie 92/43/EWG (Fauna-Flora-Habitat-Richtlinie) angemeldetes Schutzgebiet (Schutzgebietskennung DE-7911-341) im deutschen Bundesland Baden-Württemberg. Mit Verordnung des Regierungspräsidiums Freiburg zur Festlegung der Gebiete von gemeinschaftlicher Bedeutung vom 25. Oktober 2018 wurde das Gebiet festgelegt.

## Lage
Das 1054,65 Hektar große Schutzgebiet gehört zu den Naturräumen 120-Alb-Wutach-Gebiet und 155-Hochschwarzwald  innerhalb der naturräumlichen Haupteinheiten  12 Gäuplatten im Neckar- und Tauberland und 15-Schwarzwald.
Es besteht aus vielen Teilgebieten und liegt auf der Markung von vier Städten und Gemeinden:
- Ihringen: 31.7901 ha = 3 %
- Vogtsburg im Kaiserstuhl: 741.7695 ha = 70 %
- Endingen am Kaiserstuhl: 254.3209 ha = 24 %
- Sasbach am Kaiserstuhl: 31.7901 ha = 3 %

## Beschreibung und Schutzzweck
Es handelt sich um Kaiserstuhltypisches Vegetationsmosaik aus zwischen Rebterrassen und Buchen- sowie Eichen-Hainbuchenwäldern gelegenen, zum Teil großflächigen  Halbtrockenrasen mit Gebüschen, Trockenrasen, Salbei-Glatthaferwiesen sowie Trockenwäldern und Felskomplexen.

### Lebensraumklassen
(allgemeine Merkmale des Gebiets) (prozentualer Anteil der Gesamtfläche)
Angaben gemäß Standard-Datenbogen aus dem Amtsblatt der Europäischen Union
|                                                    |                                                    |  |      |      |
| N07 – Binnengewässer (stehend und fließend)        | N07 – Binnengewässer (stehend und fließend)        |  | 0 %  | 0 %  |
| N08 – Heide, Gestrüpp, Macchia, Garrigue, Phrygana | N08 – Heide, Gestrüpp, Macchia, Garrigue, Phrygana |  | 6 %  | 6 %  |
| N09 – Trockenrasen, Steppen                        | N09 – Trockenrasen, Steppen                        |  | 22 % | 22 % |
| N10 – Feuchtes und mesophiles Grünland             | N10 – Feuchtes und mesophiles Grünland             |  | 4 %  | 4 %  |
| N16 – Laubwald                                     | N16 – Laubwald                                     |  | 62 % | 62 % |
| N19 – Mischwald                                    | N19 – Mischwald                                    |  | 2 %  | 2 %  |
| N21 – Nicht-Waldgebiete mit hölzernen Pflanzen     | N21 – Nicht-Waldgebiete mit hölzernen Pflanzen     |  | 4 %  | 4 %  |
|                                                    |                                                    |  |      |      |

### Lebensraumtypen
Gemäß Anlage 1 der Verordnung des Regierungspräsidiums Freiburg zur Festlegung der Gebiete von gemeinschaftlicher Bedeutung (FFH-Verordnung) vom 25. Oktober 2018 kommen folgende Lebensraumtypen nach Anhang I der FFH-Richtlinie im Gebiet vor:
| EU Code | Lebensraumtyp (offizielle Bezeichnung)                                                               | Kurzbezeichnung                      | Hektar |
| ------- | --- | ------------------------------------ | ------ |
| 6110    | Lückige basophile oder Kalk-Pionierrasen(Alysso-Sedion albi)                                         | Kalk-Pionierrasen                    | 0,70   |
| 6210    | Naturnahe Kalk-Trockenrasen und deren Verbuschungsstadien (Festuco Brometalia)                       | Kalk-Magerrasen                      | 173,70 |
| 6240    | Subpannonische Steppen-Trockenrasen (Festucetalia vallesiacae)                                       | Subpannonische Steppenrasen          | 0,60   |
| 6410    | Pfeifengraswiesen auf kalkreichem Boden, torfigen und tonig-schluffigen Böden(Molinion caeruleae)    | Pfeifengraswiesen                    | 0,02   |
| 6510    | Magere Flachland-Mähwiesen (Alopecurus pratensis, Sanguisorba officinalis)                           | Magere Flachland-Mähwiesen           | 36,00  |
| 7230    | Kalkreiche Niedermoore                                                                               | Kalkreiche Niedermoore               | 0,02   |
| 8160    | Kalkhaltige Schutthalden der collinen bismontanen Stufe Mitteleuropas                                | Kalkschutthalden                     | 0,10   |
| 8210    | Kalkfelsen mit Felsspaltenvegetation                                                                 | Kalkfelsen mit Felsspaltenvegetation | 0,10   |
| 8230    | Silikatfelsen mit Pioniervegetation desSedo-Scleranthion oder des Sedo albi-Veronicion dillenii      | Pionierrasen auf Silikatfelskuppen   | 0,005  |
| 9110    | Hainsimsen-Buchenwald (Luzulo-Fagetum)                                                               | Hainsimsen-Buchenwald                | 75,30  |
| 9130    | Waldmeister-Buchenwald (Asperulo-Fagetum)                                                            | Waldmeister-Buchenwald               | 301,30 |
| 9170    | Labkraut-Eichen-Hainbuchenwald Galio-Carpinetum                                                      | Labkraut-Eichen-Hainbuchenwald       | 0,40   |
| 9180    | Schlucht- und Hangmischwälder Tilio-Acerion                                                          | Schlucht- und Hangmischwälder        | 1,00   |
| 91E0    | Auen-Wälder mit Alnus glutinosa und Fraxinus excelsior (Alno-Padion, Alnion incanae, Salicion albae) | Auenwälder mit Erle, Esche, Weide    | 1,10   |

### Zusammenhängende Schutzgebiete
Das FFH-Gebiet besteht aus zahlreichen Teilgebieten, es liegt vollständig im Vogelschutzgebiet Kaiserstuhl.
Die Naturschutzgebiete
- Nr. 3026 – Amolterer Heide
- Nr. 3076 – Badberg
- Nr. 3087 – Limberg
- Nr. 3096 – Ohrberg
- Nr. 3104 – Scheibenbuck-Bluttenbuck
- Nr. 3109 – Hochberg
- Nr. 3148 – Dachslöcher Buck
- Nr. 3169 – Haselschacher Buck
- Nr. 3183 – Oberbergener Scheibenbuck
- Nr. 3190 – Erletal
- Nr. 3283 – Schelinger Weide-Barzental

liegen innerhalb des FFH-Gebiets.